# Bb workspace
bb workspace — комплексная система электронного документооборота и бюджетирования с человеко-ориентированной архитектурой HOA (Human Oriented Architecture). Система относится к классу ECM-систем (Enterprise Content Management) и поддерживает полный жизненный цикл управления документами от создания и регистрации, до архивного хранения в отдельных базах данных за каждый календарный год. В системе bb workspace реализована STP-технология сквозной обработки информации и функция BPM-системы (Business Performance Management — управление эффективностью бизнеса).

## Издания системы
- Bank Business — для банков и финансовых структур
- Corporate Business — для коммерческих организаций
- Government Service — для государственных учреждений и муниципалитетов
- Есть ещё 33 отраслевых изданий системы, предназначенных для всех отраслей и направлений деятельности.

## Бесплатная версия системы
bb workspace express — бесплатная версия комплексной системы электронного документооборота bb workspace, предназначенная для автоматизации делопроизводства в организациях с различной сферой деятельности. Рассчитана на 10 пользовательских мест.

## Визуальные слои
Система состоит из 6 базовых и 2-х функциональных визуальных слоев. Базовые визуальные слои обеспечивают весь необходимый инструментарий для адаптации системы под требования организации без привлечения специалистов компании-разработчика, а также учёт всей информации сотрудников организации.
Базовые визуальные слои:
- bb crm — Справочник контрагентов и функциональность для взаимодействия с клиентами и контрагентами (планирование контактов, встреч, переговоров),
- bb staff — Структура организации или холдинга с учётом подчиненности, с любым уровнем встроенности подразделений, а также кадровый учёт, учёт рабочего времени сотрудников (time management),
- bb cryptokey - Встроенный удостоверяющий центр для генерации электронных подписей пользователей,
- bb report - Генератор SQL-отчетности из данных, хранящихся в базе данных MS SQL, с возможностью выгрузки в приложения MS Office,
- bb notice - Настраиваемый центр уведомлений,  для рассылки напоминаний на e-mail адрес и по SMS о необходимости ознакомиться, подписать и о других действиях в системе,
- bb tuning — Функциональность для настройки и кастомизации системы без программирования, под бизнес-требования заказчиков любого профиля деятельности и любой численности.

Функциональные визуальные слои:
- bb docflow — внутренний электронный документооборот (приказы, договора, служебные записки, поручения, резолюции и т. д.)
- bb budget — внутренний финансовый документооборот: автоматизация процессов бюджетирования в разрезе статей бюджета, ЦФО и подразделений, с выгрузкой в Excel (планирование бюджета, исполнение бюджета через заявки на оплату счетов, on-line контроль исполнения бюджета в рамках утвержденных лимитов по бюджетообразующим статьям

## Исполняемые модули
Исполняемые модули системы представлены в виде *.exe и *.dll файлов, среди которых инсталлятор и модуль автоматического обновления системы, который работает по технологии, аналогичной Windows Update.

## База данных
В качестве базы данных используется промышленная СУБД Microsoft SQL Server, Microsoft SQL Server Express — бесплатная версия SQL Server.
Система имеет единую оперативную базу данных, содержащую актуальные данные, и несколько архивных баз данных с архивными данными за каждый календарный год.

## Сертификация
- Подтверждена компетенция компанией Microsoft на полную совместимость с ОС Windows «Compatible with Windows 7»
- Проведена сертификация для серверной среды по программе Works with Windows Server 2008 R2
- Проведена сертификация на соответствие международным стандартам ГОСТ ИСО 9001-2008 (ISO 9001:2008)

## Дипломы
- За реализацию эффективного ИТ-решения- Диплом за подписью Председателя Комитета Государственной Думы по вопросам местного самоуправления В. С. Тимченко и Председателя некоммерческого партнерства «Электронный муниципалитет» И. Г. Самсонова
- За участие в выставке «ВТ XXI — 2010» и достижения в области высоких технологий — Диплом за подписью Министра Правительства Москвы Е. А. Пантелеева
- Продукт года — 2010 Диплом за 2-е место в конкурсе «Продукт года» в номинации «Документооборот» по мнению SofTool 2010

## Разработчик
ЗАО «Дабл Би» (Наименование на английском языке Double B Inc., альтернативное наименование BB Software Co.) — российская компания-разработчик программного обеспечения.
Компания основана в марте 2003 года группой разработчиков в области информационных технологий.
Миссия компании — предоставление услуг и сервисов, направленных на повышение эффективности управления в среде неискушенных пользователей ПК.

## Партнерская сеть
Основными технологическими партнерами компании являются такие организации, как: Microsoft Corp., ABBYY, Intel Corp.
Общая партнерская сеть компании насчитывает около 100 различных организаций.

## Наиболее крупные заказчики
Bank Business
- Евразийский банк развития[1]
- МОССТРОЙЭКОНОМБАНК[источник не указан 5427 дней]
- Евромет;[источник не указан 5427 дней]
- Банк Финансовый стандарт[источник не указан 5427 дней]

Corporate Business
- 2ГИС[источник не указан 5427 дней]
- Петрозаводскмаш [источник не указан 5427 дней]

Government Service
- Администрация г. Серпухова[2]
- Контрольно-счетная палата Краснодарского края[источник не указан 5427 дней]

## Конкурирующие разработки
(по алфавиту)
- «DocsVision»
- «DIRECTUM»
- «БОСС-Референт»
- «ЕВФРАТ-Документооборот»
- «Кодекс: Документооборот»
- «ЭОС-ДЕЛО»

## Критика продуктов
- При увеличении объёмов обрабатываемой информации более 10 Гб. в год, необходимо приобретать платное издание Microsoft SQL Server.